# Maximilian August von Loë
Maximilian August Graf von Loë (* 20. Juli 1817 auf Schloss Wissen bei Weeze; † 30. Juni 1879 ebenda) war ein niederrheinischer Gutsbesitzer in der Rheinprovinz. Er saß im Konstituierenden Reichstag des Norddeutschen Bundes.

## Herkunft
Maximilian August von Loë entstammte dem Adelsgeschlecht derer von Loë. Er war Sohn von Friedrich Karl Alexander Klemens von Loë (ab dem 15. Oktober 1840 Graf von Loë-Wissen), der 1826 bis 1845 für den 2. Stand Mitglied des Provinziallandtags der Rheinprovinz war. Die Mutter war Luise Gräfin Wolff Metternich zur Gracht (1800–1837), der Tochter von Max Werner Joseph Anton Wolff-Metternich zur Gracht. Felix von Loë war ein Bruder. 

## Leben
Er besuchte das Gymnasium in Düsseldorf und studierte 1838 bis 1841 Rechtswissenschaften in Bonn. 1843 bis 1844 war er bei der Regierung in Düsseldorf tätig und wurde 1846 Bürgermeister in Weeze. Er war Besitzer der Güter Wissen und Alten-Vehlar im Kreis Geldern sowie Adendorf im Kreis Rheinbach. Er war Ritter des Souveränen Malteserordens und Obererbkämmerer der Krone Preußen.
1847 war er Mitglied des Vereinigten Landtags. 1848 wurde er in die Preußische Nationalversammlung gewählt. 1850 gehörte er dem Staatenhaus des Erfurter Unionsparlament an. Von 1851 bis 1854 war er Landrat des Kreises Geldern und saß 1851 bis 1854 (1856 war er verhindert) im Rheinischen Provinziallandtag (Preußen), dessen Vizepräsident er von 1852 bis 1854 war.
1867 war Maximilian August von Loë Mitglied des Konstituierenden Reichstags des Norddeutschen Bundes für den Wahlkreis Düsseldorf 8 (Kleve, Geldern) und die Freie Konservative Vereinigung.
Er war seit 1838 Mitglied des Corps Borussia Bonn. 1855 wurde er mit dem Roter Adlerorden 4. Klasse ausgezeichnet.

## Familie
Von Loë, der katholischer Konfession war, heiratete am 6. Juni 1854 in München Therese Anna Ludivica Gräfin von Arco-Zinneberg (* 13. Dezember 1835 in München; † 20. Juni 1906 auf Burg Adendorf), die Tochter des Maximilian Graf von Arco-Zinneberg. Das Paar hatte mehrere Kinder:
- Friedrich-Leopold Aloysius Maria Hubertus (* 28. Mai 1861; † 14. April 1899), Mitglied des Reichstages ⚭ 1888 Gräfin Paula von Korff gen. Schmising (* 14. Juli 1863)
- Luise Marie Frederike Huberta Ignatia (* 30. Juli 1863), Schwester des Dominikaner-Ordens
- Mathilde Klementina Maria Beatrix Johanna Huberta Elisabeth Gabriele Margarethe (* 22. Februar 1865) ⚭ 1887 Hans von Gumppenberg
- Ludwig Dietrich Joseph Maria Hubert Paschalis (* 31. März 1866), Priester im Dominikaner-Orden
- Georg Felix Maria Hubertus Aloysius Christian (* 14. Mai 1868) ⚭ 1902 Gräfin Paula von Korff gen. Schmising (* 14. Juli 1863)